# Elis Filip qızı Manolova
Elis Filip qızı Manolova (1996. január 17. –) azeri szabadfogású női birkózó. A 2019-es birkózó-világbajnokságon bronzérmet nyert a 65 kg-os súlycsoportban, szabadfogásban. A 2019-es Birkózó Európa-bajnokságon aranyérmet nyert 65 kg-ban, 2018-ban ezüstérmes lett 65 kg-ban. Az Iszlám Szolidaritási Játékokon 2017-ben aranyérmet szerzett 69 kg-ban.

## Sportpályafutása
A 2019-es birkózó-világbajnokságon a bronzmérkőzésen az ukrán Juliana Vaszeliva Janeva volt az ellenfele. A mérkőzést Elis nyerte 3–1-re.